# Поп Јеремија
Поп Јеремија је био свештеник, писац и преводилац грчких апокрифних текстова на старословенски језик. Живео је у Бугарској крајем 10. века.
Јеремија је био православни свештеник и еклетички мислилац који је допринео развоју дуалистичког хришћанског учења, касније познатог под називом богомилство. Аутор је многих неканонских хришћанских текстова од којих су сачувани “Прича о крсном дрвету” и “Молитва против грознице”.
Неки истраживачи га сматрају учеником попа Богумила, или га поистовећују са самим Богумилом, док други доказују да у списима попа Јеремије нема ничег богумилског јер у својим списима говори о крсту и старом завету, који су богумили наводно одбацивали.